# Hội nhập châu Âu
Hội nhập châu Âu là quá trình hội nhập công nghiệp, chính trị, pháp lý, kinh tế, xã hội và văn hóa của các quốc gia hoặc toàn bộ hoặc chỉ một phần ở châu Âu. Hội nhập châu Âu chủ yếu được thực hiện bởi Liên minh châu Âu và các chính sách của nó.

## Lịch sử
Một trong những người đầu tiên nghĩ đến một liên minh của các quốc gia châu Âu là bá tước Richard Coudenhove-Kalergi, người đã viết bản tuyên ngôn Liên Âu vào năm 1923. Ý tưởng của ông ảnh hưởng đến Aristide Briand, người đã phát biểu một bài ủng hộ cho Liên minh châu Âu tại Hội Quốc Liên vào ngày 8 Tháng 9 năm 1929, và cũng là người vào năm 1930 đã viết một "Kiến nghị về Tổ chức một chế độ của Liên bang châu Âu" cho chính phủ Pháp.
Vào cuối Thế chiến II, không khí chính trị lục địa ủng hộ sự thống nhất các nước châu Âu dân chủ, nhiều người coi là một lối thoát khỏi những hình thức cực đoan của chủ nghĩa dân tộc vốn đã tàn phá lục địa. Trong một bài phát biểu vào ngày 19 tháng 9 năm 1946 tại Đại học Zurich, Thụy Sĩ, Winston Churchill mặc nhận một Liên minh các quốc gia Châu Âu. Tuy nhiên, bài phát biểu đó cũng chứa các nhận xét, ít thường được trích dẫn, mà cho thấy rõ ràng rằng Churchill ban đầu không nhìn thấy nước Anh như là một phần của Liên minh các quốc gia này: Chúng tôi người Anh có Commonwealth các quốc gia riêng của chúng tôi... Và tại sao không nên có một nhóm châu Âu mà có thể cung cấp cho một cảm giác của lòng yêu nước mở rộng và công dân chung cho các dân tộc bị phân tâm của lục địa hỗn loạn và hùng mạnh này và tại sao nó không có vị trí xứng đáng của nó với các nhóm lớn khác trong việc định hình số phận của con người?... Pháp và Đức phải đi đầu với nhau. Vương quốc Anh, Khối thịnh vượng chung các quốc gia, nước Mỹ hùng mạnh và tôi tin tưởng Nga Xô-được như vậy thì quả thật tất cả sẽ được tốt- phải là bạn bè và các nhà tài trợ của châu Âu mới và phải đấu tranh cho quyền của mình để sống và tỏa sáng."